# Lagunas de Coca y Olmedo
Lagunas de Coca y Olmedo este o arie protejată (arie specială de conservare — SAC, sit de importanță comunitară — SCI) din Spania întinsă pe o suprafață de 1.225,94 ha, integral pe uscat.

## Localizare
Centrul sitului Lagunas de Coca y Olmedo este situat la coordonatele 41°12′01″N 4°34′51″W / 41.2002°N 4.5807°V.

## Înființare
Situl Lagunas de Coca y Olmedo a fost declarat sit de importanță comunitară în august 2000 pentru a proteja 3 specii de plante și 1 specie de animale. Situl a fost protejat și ca arie specială de conservare în septembrie 2015.

## Biodiversitate
Situată în ecoregiunea mediteraneană, aria protejată conține 9 habitate naturale: Salicornia și alte specii anuale care populează regiunile mlăștinoase și nisipoase, Ape puternic oligomezotrofe cu vegetație bentonică cu Chara spp., Lacuri eutrofice naturale cu vegetație de tip Magnopotamion sau Hydrocharition, Tufărișuri termo-mediteraneene și de pre-deșert, Pseudostepă cu ierburi și specii anuale de Thero-Brachypodietea, Păduri de pin mediteraneene cu pini mezogeni endemici, Iazuri temporare mediteraneene, Pajiști umede mediteraneene cu ierburi înalte de Molinio-Holoschoenion, Pășuni mediteraneene udate de apa mării (Juncetalia maritimi).
La baza desemnării sitului se află mai multe specii protejate:
- plante (3): Lythrum flexuosum, Marsilea strigosa, Riella helicophylla
- nevertebrate (1): Coenagrion mercuriale

Pe lângă speciile protejate, pe teritoriul sitului au mai fost identificate 2 specii de plante, 6 specii de amfibieni, 2 specii de mamifere, 1 specie de reptile.